# Бомбардировка Тулона (1940)
Бомбардировка Тулона (фр. Bombardement de Toulon) — воздушная атака французского города Тулон совершенная Королевскими ВВС Италии 12 и 13 июня 1940 года, во время сражения за Альпы, после вступления Италии во Вторую мировую войну.

## Предыстория
10 июня 1940 года итальянский фашистский диктатор Бенито Муссолини объявил о вступлении во Вторую мировую войну Италии на стороне нацистской Германии и объявление войны Франции и Великобритании. Уже вечером того же дня на франко-итальянской границе начались первые вооруженные столкновения, поскольку итальянская армия начала своё вторжение во Францию. Целями этого вторжения были французские территории Лазурного побережья и Западных Альп. Одновременно с этим итальянская военная авиация начала проводить разведку французской территории, в том числе портовых городов, в частности, Тулона, где по разведданным был сконцентрирован средиземноморский военно-морской флот Франции. Однако в первые дни из-за неблагоприятных погодных условий итальянцы не смогли нанести авиационный удар.
Утром 11 июня итальянский бомбардировщик Fiat BR.20 не смог провести разведку из-за погоды. Лишь во второй половине дня удалось сделать аэрофотосъемку Тулонского порта.

## Ход операции
12 июня три бомбардировщика Fiat пролетели над Тулоном, однако не смогли сбросить бомбы, поскольку были атакованы французскими ПВО. Один из них был сбит и двое других были вынуждены вернуться на базу в Милан.
В ночь с 12 на 13 июня 8 бомбардировщиков Fiat BR.20 подвергли бомбардировке железнодорожный вокзал Тулона, но не смогли нанести значительного ущерба, поскольку, опять же, были вынуждены действовать в условиях плохой погодны. Кроме этого 25 авиабомб были сброшены на торпедный завод в Сен-Тропе, но также не нанесли значительных разрушений. Ещё 13 итальянских бомбардировщиков подвергли бомбардировке порт города. Утром 13 июня 19 бомбардировщиков Fiat повторно бомбили порт Тулона, но также, без особых результатов.

## Последствия
В ходе атаки два итальянских бомбардировщиков были сбиты, один упал в пригороде Тулона, другой попытался дотянуть до итальянского города Империя, но разбился. 14 июня из-за плохих метеоусловий итальянские воздушные силы не смогли провести очередную бомбардировку Тулона. Лишь 15 июня итальянские ВВС смогли атаковать некоторые французские аэродромы в Файансе, Йере, Кюэр-Пьерфё и Ле-Канне-де-Мор.
Ответные действия французов не заставили себя ждать. В ходе операции «Вадо» французские корабли попытались атаковать итальянские порты Генуи и Савоны. Впоследствии, после капитуляции Франции, её флот был закрыт в портах, в том числе в Тулоне. В ноябре 1942 года в ходе попытки немцев захватить французские военные корабли в Тулоне они были затоплены самими французами.